# Höfer
Höfer este o comună din landul Saxonia Inferioară, Germania.